# ドレスデン会議 (1850年-1851年)
ドレスデン会議（ドレスデンかいぎ、英語: Dresden Conference）は、1850年12月23日から1851年5月16日までザクセン王国のドレスデンで行われた会議。プロイセン王国がオルミュッツ協定で譲歩した後に行われたこの会議ではドイツ統一問題の解決には失敗したが、プロイセンによるドイツ連邦の承認を再確認した。プロイセンはオーストリア帝国と秘密条約を締結、自国かドイツ連邦加盟国が攻撃を受けた場合の相互援助を約した。